# Яннік Ноа
Яннік Ноа (фр. Yannick Noah) — французький тенісист 1980-х років та музикант, переможець Відкритого чемпіонату Франції в одиночному та парному розрядах, колишня перша ракетка світу в парній грі.
Ноа був сином камерунського футболіста й французької баскетболістки. Завершивши виступи в Франції, його батько повернувся з сім'єю в Камерун, де син почав грати в теніс. Коли йому було 11, на нього звернув увагу Артур Еш.
Ноа став професіоналом у 1977 році. Найбільшою його звитягою була перемога на Ролан-Гарросі 1983 року — французькі чоловіки не могли виграти домашній турнір уже 37 років. Станом на 2018 рік Ноа залишається останнім французьким чемпіоном Ролан-Гарросу в одиночному чоловічому розряді. У 1984-му Ноа виграв Ролан-Гаррос у парному розряді — разом із Анрі Леконтом.
Ноа 10 разів доходив до чвертьфіналу турнірів Великого шолома й підіймався на 3 щабель рейтингу ATP. Це найкращий показник серед французьких тенісистів, відколи ведеться офіційний рейтинг. Він також упродовж 19 тижнів очолював парний рейтинг ATP.
Після завершення активних виступів Ноа з успіхом працював капітаном збірної Франції в Кубку Девіса й тричі (у 1991, 1996 та 2017-му роках) приводив її до перемоги. У 1997 році він привів до перемоги жіночу збірну Франції в Кубку Федерації.
У 1992 році Ноа отримав медаль Ордену Почесного легіону. У 2005 році його було введено до Міжнародної зали тенісної слави.
У 1991 році Ноа видав свій перший музичний альбом і відтоді залишається відомим у Франції співаком.

## Статистика

### Фінали турнірів Великого шолома

#### Одиночний розряд
| Результат | Рік  | Турнір      | Пооверхня | Супротивник   | Рахунок            |
| --------- | ---- | ----------- | --------- | ------------- | ------------------ |
| Перемога  | 1983 | French Open | Ґрунт     | Матс Віландер | 6–2, 7–5, 7–6(7–3) |

#### Парний розряд: 3 (1 титул)
| Результат | Рік  | Турнір      | Пооверхня | Партнер     | Супротивники               | Рахунок                           |
| --------- | ---- | ----------- | --------- | ----------- | -------------------------- | --------------------------------- |
| Перемога  | 1984 | French Open | Ґрунт     | Анрі Леконт | Павел Сложил Томаш Шмід    | 6–4, 2–6, 3–6, 6–3, 6–2           |
| Поразка   | 1985 | US Open     | Хард      | Анрі Леконт | Кен Флек Роберт Сегусо     | 7–6(7–5), 6–7(1–7), 6–7(6–8), 0–6 |
| Поразка   | 1987 | French Open | Ґрунт     | Гі Форже    | Андерс Яррід Роберт Сегусо | 7–6(7–5), 7–6(7–2), 3–6, 4–6, 2–6 |

## Історія виступів в турнірах Великого шолома
| Турнір          | 1977 | 1978 | 1979 | 1980 | 1981 | 1982 | 1983 | 1984 | 1985 | 1986 | 1987 | 1988 | 1989 | 1990 | Усп    | В–П   | %     |
| --------------- | ---- | ---- | ---- | ---- | ---- | ---- | ---- | ---- | ---- | ---- | ---- | ---- | ---- | ---- | ------ | ----- | ----- |
| Australian Open | A/A  | 1к   | A    | 1к   | A    | A    | A    | A    | A    | NH   | ЧФ   | 4к   | 1к   | ПФ   | 0 / 6  | 11–6  | 64.71 |
| French Open     | 1к   | 3к   | 2к   | 4к   | ЧФ   | ЧФ   | П    | ЧФ   | 4к   | 4к   | ЧФ   | 4к   | 1к   | 3к   | 1 / 14 | 40–13 | 75.47 |
| Wimbledon       | A    | 2к   | 3к   | A    | 1к   | A    | A    | A    | 3к   | A    | 2к   | A    | A    | 1к   | 0 / 6  | 6–6   | 50.00 |
| US Open         | A    | 1к   | 4к   | 4к   | 4к   | 4к   | ЧФ   | A    | ЧФ   | 3к   | A    | 2к   | ЧФ   | 2к   | 0 / 11 | 28–11 | 71.79 |
| Ви–Пр           | 0–1  | 3–4  | 6–3  | 6–3  | 7–3  | 7–2  | 11–1 | 4–1  | 9–3  | 5–2  | 8–3  | 7–3  | 4–3  | 8–4  | 1 / 37 | 85–36 | 70.25 |

## Фінали за кар'єру

### Одиночний розряд (23–13)
| Результат | Ранг | Рік  | Турнір                             | Покриття   | Суперник         | Рахунок                           |
| --------- | ---- | ---- | ---------------------------------- | ---------- | ---------------- | --------------------------------- |
| Поразка   | 1.   | 1978 | Ніцца, Франція                     | Ґрунт      | Хосе Їгерас      | 3–6, 4–6, 4–6                     |
| Перемога  | 1.   | 1978 | Маніла, Філіппіни                  | Ґрунт      | Петер Фейгль     | 7–6, 6–0                          |
| Перемога  | 2.   | 1978 | Калькутта, Індія                   | Ґрунт      | Паскаль Порт     | 6–3, 6–2                          |
| Перемога  | 3.   | 1979 | Нансі, Франція                     | Тверде (i) | Жан-Луї Ейє      | 6–2, 5–7, 6–1, 7–5                |
| Перемога  | 4.   | 1979 | Мадрид, Іспанія                    | Ґрунт      | Мануель Орантес  | 6–3, 6–7, 6–3, 6–2                |
| Перемога  | 5.   | 1979 | Бордо, Франція                     | Ґрунт      | Гаролд Соломон   | 6–0, 6–7, 6–1, 1–6, 6–4           |
| Поразка   | 2.   | 1980 | Рим, Італія                        | Ґрунт      | Гільєрмо Вілас   | 0–6, 4–6, 4–6                     |
| Перемога  | 6.   | 1981 | Richmond WCT, США                  | Килим      | Іван Лендл       | 6–1, 3–1 ret.                     |
| Перемога  | 7.   | 1981 | Ніцца, Франція                     | Ґрунт      | Маріо Мартінес   | 6–4, 6–2                          |
| Поразка   | 3.   | 1981 | Гштад, Швейцарія                   | Ґрунт      | Войцех Фібак     | 1–6, 6–7                          |
| Перемога  | 8.   | 1982 | Indian Wells Open, США             | Тверде     | Іван Лендл       | 6–3, 2–6, 7–5                     |
| Поразка   | 4.   | 1982 | Ніцца, Франція                     | Ґрунт      | Балаж Тароці     | 2–6, 6–3, 11–13                   |
| Перемога  | 9.   | 1982 | Саут-Орандж, США                   | Ґрунт      | Рауль Рамірес    | 6–3, 7–6(7–2)                     |
| Перемога  | 10.  | 1982 | Базель, Швейцарія                  | Тверде (i) | Матс Віландер    | 6–4, 6–2, 6–3                     |
| Перемога  | 11.  | 1982 | Тулуза, Франція                    | Тверде (i) | Томаш Шмід       | 6–3, 6–2                          |
| Поразка   | 5.   | 1983 | Лісабон, Португалія                | Ґрунт      | Матс Віландер    | 6–2, 6–7(2–7), 4–6                |
| Перемога  | 12.  | 1983 | Мадрид, Іспанія                    | Ґрунт      | Генрік Сундстрем | 3–6, 6–0, 6–2, 6–4                |
| Перемога  | 13.  | 1983 | Гамбург, Німеччина                 | Ґрунт      | Хосе Їгерас      | 3–6, 7–5, 6–2, 6–0                |
| Перемога  | 14.  | 1983 | Відкритий чемпіонат Франції, Париж | Ґрунт      | Матс Віландер    | 6–2, 7–5, 7–6(7–3)                |
| Поразка   | 6.   | 1984 | Indian Wells Open, США             | Тверде     | Джиммі Коннорс   | 2–6, 7–6(9–7), 3–6                |
| Поразка   | 7.   | 1985 | Мемфіс, США                        | Килим      | Стефан Едберг    | 1–6, 0–6                          |
| Перемога  | 15.  | 1985 | Рим, Італія                        | Ґрунт      | Мілослав Мечирж  | 6–3, 3–6, 6–2, 7–6(7–4)           |
| Перемога  | 16.  | 1985 | Washington Open, США               | Ґрунт      | Мартін Хайте     | 6–4, 6–3                          |
| Перемога  | 17.  | 1985 | Тулуза, Франція                    | Тверде (i) | Томаш Шмід       | 6–4, 6–4                          |
| Поразка   | 8.   | 1985 | Базель, Швейцарія                  | Тверде (i) | Стефан Едберг    | 7–6(9–7), 4–6, 6–7(5–7), 1–6      |
| Поразка   | 9.   | 1986 | Indian Wells Open, США             | Тверде     | Йоакім Нюстром   | 1–6, 3–6, 2–6                     |
| Поразка   | 10.  | 1986 | Монте-Карло, Монако                | Ґрунт      | Йоакім Нюстром   | 3–6, 2–6                          |
| Перемога  | 18.  | 1986 | Форест-Гіллс, США                  | Ґрунт      | Гільєрмо Вілас   | 7–6(7–3), 6–0                     |
| Поразка   | 11.  | 1986 | Базель, Швейцарія                  | Тверде (i) | Стефан Едберг    | 6–7(5–7), 2–6, 7–6(9–7), 6–7(5–7) |
| Перемога  | 19.  | 1986 | Вемблі, Англія                     | Килим      | Юнас Свенссон    | 6–2, 6–3, 6–7(12–14), 4–6, 7–5    |
| Перемога  | 20.  | 1987 | Ліон, Франція                      | Килим      | Йоакім Нюстром   | 6–4, 7–5                          |
| Поразка   | 12.  | 1987 | Форест-Гіллс, США                  | Ґрунт      | Андрес Гомес     | 4–6, 6–7(5–7), 6–7(1–7)           |
| Перемога  | 21.  | 1987 | Базель, Швейцарія                  | Тверде (i) | Роналд Ейдженор  | 7–6(8–6), 6–4, 6–4                |
| Перемога  | 22.  | 1988 | Мілан, Італія                      | Килим      | Джиммі Коннорс   | 4–4, ret.                         |
| Поразка   | 13.  | 1989 | Індіан-Веллс, США                  | Тверде     | Мілослав Мечирж  | 6–3, 6–2, 1–6, 2–6, 3–6           |
| Перемога  | 23.  | 1990 | Sydney International, Австралія    | Тверде     | Карл-Уве Стіб    | 5–7, 6–3, 6–4                     |

### Парний розряд (16–9)
| Результат | Ранг | Рік  | Турнір                                     | Покриття   | Партнер          | Суперники                     | Рахунок                 |
| --------- | ---- | ---- | ------------------------------------------ | ---------- | ---------------- | ----------------------------- | ----------------------- |
| Поразка   | 1.   | 1978 | Калькутта, Індія                           | Ґрунт      | Жіль Мореттон    | Саші Менон Шервуд Стюарт      | 6–7, 4–6                |
| Перемога  | 1.   | 1981 | Ніцца, Франція                             | Ґрунт      | Паскаль Порт     | Кріс Льюїс Павел Сложил       | 4–6, 6–3, 6–4           |
| Перемога  | 2.   | 1981 | Париж, Франція                             | Тверде (i) | Іліє Настасе     | Ендрю Джарретт Джонатан Сміт  | 6–4, 6–4                |
| Перемога  | 3.   | 1982 | Ніцца, Франція                             | Ґрунт      | Анрі Леконт      | Пол Макнамі Балаж Тароці      | 5–7, 6–4, 6–3           |
| Перемога  | 4.   | 1982 | Базель, Швейцарія                          | Тверде (i) | Анрі Леконт      | Фріц Бунінг Павел Сложил      | 6–2, 6–2                |
| Поразка   | 2.   | 1982 | Тулуза, Франція                            | Тверде (i) | Жан-Луї Ейє      | Павел Сложил Томаш Шмід       | 4–6, 4–6                |
| Поразка   | 3.   | 1983 | Монте-Карло, Монако                        | Ґрунт      | Анрі Леконт      | Гайнц Ґюнтгардт Балаж Тароці  | 2–6, 4–6                |
| Поразка   | 4.   | 1984 | Філадельфія, США                           | Килим      | Анрі Леконт      | Пітер Флемінг Джон Макінрой   | 2–6, 3–6                |
| Перемога  | 5.   | 1984 | Відкритий чемпіонат Франції, Париж         | Ґрунт      | Анрі Леконт      | Павел Сложил Томаш Шмід       | 6–4, 2–6, 3–6, 6–3, 6–2 |
| Перемога  | 6.   | 1985 | Чикаго, США                                | Килим      | Йохан Крік       | Кен Флек Роберт Сегусо        | 3–6, 4–6, 7–5, 6–1, 6–4 |
| Поразка   | 5.   | 1985 | Відкритий чемпіонат США з тенісу, Нью-Йорк | Тверде     | Анрі Леконт      | Кен Флек Роберт Сегусо        | 7–6, 6–7, 6–7, 0–6      |
| Поразка   | 6.   | 1986 | Indian Wells Open, США                     | Тверде     | Шервуд Стюарт    | Гі Форже Пітер Флемінг        | 4–6, 3–6                |
| Перемога  | 7.   | 1986 | Монте-Карло, Монако                        | Ґрунт      | Гі Форже         | Йоакім Нюстром Матс Віландер  | 6–4, 3–6, 6–4           |
| Перемога  | 8.   | 1986 | Рим, Італія                                | Ґрунт      | Гі Форже         | Марк Едмондсон Шервуд Стюарт  | 7–6, 6–2                |
| Перемога  | 9.   | 1986 | Базель, Швейцарія                          | Тверде (i) | Гі Форже         | Ян Гуннарссон Томаш Шмід      | 7–6, 6–4                |
| Поразка   | 7.   | 1986 | Фінал ATP, Лондон                          | Килим      | Гі Форже         | Стефан Едберг Андерс Яррід    | 3–6, 6–7, 3–6           |
| Перемога  | 10.  | 1987 | Ліон, Франція                              | Килим      | Гі Форже         | Келлі Джонс Девід Пейт        | 4–6, 6–3, 6–4           |
| Перемога  | 11.  | 1987 | Індіан-Веллс, США                          | Тверде     | Гі Форже         | Борис Бекер Ерік Єлен         | 6–4, 7–6                |
| Перемога  | 12.  | 1987 | Форест-Гіллс, США                          | Ґрунт      | Гі Форже         | Гері Доннеллі Пітер Флемінг   | 4–6, 6–4, 6–1           |
| Перемога  | 13.  | 1987 | Рим, Італія                                | Ґрунт      | Гі Форже         | Мілослав Мечирж Томаш Шмід    | 6–2, 6–7, 6–3           |
| Поразка   | 8.   | 1987 | Відкритий чемпіонат Франції, Париж         | Ґрунт      | Гі Форже         | Андерс Яррід Роберт Сегусо    | 7–6, 7–6, 3–6, 4–6, 2–6 |
| Перемога  | 14.  | 1987 | Лондон/Queen's Club, Англія                | Трава      | Гі Форже         | Рік Ліч Тім Павсат            | 6–4, 6–4                |
| Перемога  | 15.  | 1988 | Орландо, США                               | Тверде     | Гі Форже         | Шервуд Стюарт Кім Ворвік      | 6–4, 6–4                |
| Перемога  | 16.  | 1990 | Ніцца, Франція                             | Ґрунт      | Альберто Манчіні | Марсело Філіппіні Горст Скофф | 6–4, 7–6                |
| Поразка   | 9.   | 1990 | Бордо, Франція                             | Ґрунт      | Мансур Бахрамі   | Томас Карбонелл Лібор Пімек   | 3–6, 7–6, 2–6           |

## Дискографія

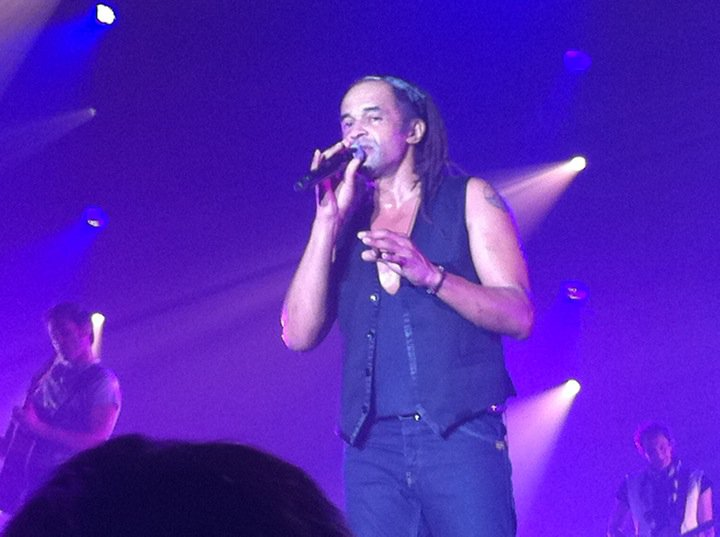
Яннік Ноа, Ренн, 22 січня 2011

### Альбоми
| Рік  | Альбом             | Чарти | Чарти    | Чарти    | Чарти | Нотатки                                | Продажі            | Сертифікації                               |
| Рік  | Альбом             | ФРА   | Ultratop | Ultratop | ШВА   | Нотатки                                | Продажі            | Сертифікації                               |
| ---- | ------------------ | ----- | -------- | -------- | ----- | -------------------------------------- | ------------------ | ------------------------------------------ |
| 1991 | Black & What       |       |          |          |       | Враховуючи Saga Africa                 |                    |                                            |
| 1993 | Urban Tribu        |       |          |          |       |                                        |                    |                                            |
| 1998 | Zaam Zam           |       |          |          |       |                                        |                    |                                            |
| 2000 | Yannick Noah       | 1     | –        | 2        | 26    |                                        |                    | - : Платиновий - : Діамантовий - : Золотий |
| 2002 | Yannick Noah       | 16    | –        | 40       | 82    |                                        |                    |                                            |
| 2003 | Pokhara            | 1     | –        | 2        | 23    |                                        |                    | - : Золотий - : 3× Платиновий - : Золотий  |
| 2003 | Métisse(s)         | 2     | –        | 4        | 28    |                                        |                    | - : Золотий - : Платиновий                 |
| 2006 | Charango           | 1     | –        | 1        | 7     | (враховуючи синґл Aux arbres citoyens) |                    | - : Платиновий - : Золотий                 |
| 2010 | Frontières         | 1     | –        | 1        | 4     |                                        | - Франція: 585,000 | - : Платиновий - : Діамантовий             |
| 2012 | Hommage            | 1     | –        | 1        | 19    |                                        | - Франція: 120,000 | - : Платиновий                             |
| 2012 | Combats ordinaires | 1     | 162      | 2        | 20    |                                        | - Франція: 115,000 | - : Платиновий                             |
| 2019 | Bonheur indigo     | 5     | –        | 6        | 40    |                                        |                    |                                            |
| 2022 | La marfée          | –     | –        | 20       | 69    |                                        |                    |                                            |

Повторні випуски
- 2004: Yannick Noah / Live (2 CDs – FR #134)
- 2010: Charango / Pokhara (2 Cds – FR #103)

### Синґли
| Рік  | Синґл                                  | Чарти | Чарти    | Чарти | Сертифікація | Альбом             |
| Рік  | Синґл                                  | ФРА   | Ultratop | ШВА   | Сертифікація | Альбом             |
| ---- | -------------------------------------- | ----- | -------- | ----- | ------------ | ------------------ |
| 1991 | "Saga Africa (ambiance secousse)"      | 2     | —        | —     |              | Black & What       |
| 1991 | "Don't Stay (Far Away Baby)"           | 39    | —        | —     |              |                    |
| 2000 | "Simon Papa Tara"                      | 12    | 32       | —     |              | Yannick Noah       |
| 2001 | "La voix des sages (No More Fighting)" | 3     | 16       | —     |              |                    |
| 2002 | "Les lionnes"                          | 16    | —        | —     |              |                    |
| 2002 | "Jamafrica"                            | 52    | —        | —     |              |                    |
| 2003 | "Si tu savais"                         | 22    | 31       | 77    |              | Pokhara            |
| 2004 | "Ose"                                  | 13    | 9        | 41    |              |                    |
| 2004 | "Mon Eldorado (du soleil...)"          | 19    | 23       | 59    |              |                    |
| 2005 | "Métis(se)" (with Disiz La Peste)      | 11    | 22       | 41    |              | Métisse(s)         |
| 2006 | "Donne-moi une vie"                    | 8     | 5        | 46    |              | Charango           |
| 2007 | "Aux arbres citoyens"                  | 1     | 2        | 41    |              |                    |
| 2007 | "Destination ailleurs"                 | 8     | 19       | —     |              |                    |
| 2011 | "Ça me regarde"                        | 80    | 34       | —     |              | Frontières         |
| 2012 | "Redemption Song"                      | 48    | 33       | —     |              | Hommage            |
| 2014 | "On court"                             | 47    | 42       | —     |              | Combats ordinaires |
| 2019 | "Viens"                                | —     | 17       | —     |              | Bonheur indigo     |
| 2022 | "La vie c'est maintenant"              | —     | 49       | —     |              | La marfée          |